# Gewinnung (Bergbau)

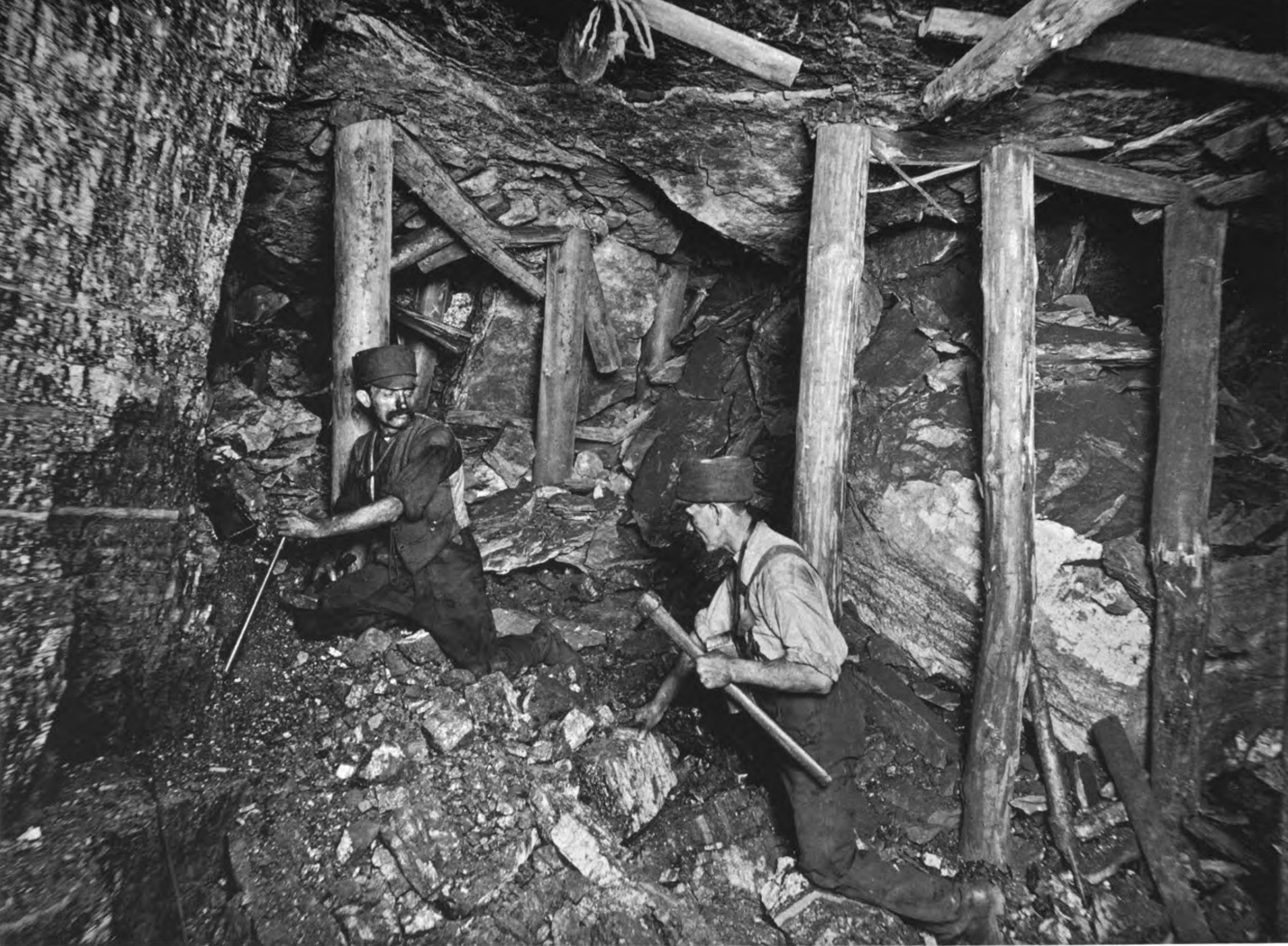
Zwei Bergleute bei der Kohlegewinnung

Als Gewinnung bezeichnet man im Bergbau das Herauslösen nutzbarer Rohstoffe aus dem festen Gebirgsverband einer Lagerstätte. In Österreich wird das bergmännische Gewinnen nützlicher Mineralien auch als Erobern bezeichnet. Die Gewinnung ist nur eine einzelne Tätigkeit beim Abbau eines Rohstoffes. Sie kann auch bereits bei der Ausrichtung oder der Vorrichtung der Lagerstätte erfolgen.

## Grundlagen
Die Gewinnung unterliegt den Bestimmungen des Bundesberggesetzes und bedarf der Bewilligung durch die zuständige Bergbehörde, ggf. im Rahmen eines Betriebsplanes.
Für die Gewinnung mineralischer Rohstoffe werden verschiedene Techniken, Werkzeuge und Betriebsmittel benötigt. Sämtliche bergmännische Arbeit für das Gewinnen der Rohstoffe wird als Gewinnungsarbeit bezeichnet. Dabei dient die Gewinnungsarbeit sowohl der Gewinnung der nutzbaren Mineralien als auch der Hereingewinnung des Nebengesteins. Die Art und Weise, wie die nutzbaren Mineralien und das Nebengestein aus dem Gebirge gelöst werden, bezeichnet man als Gewinnungsverfahren. Bei der Gewinnung können die Lagerstätteninhalte durch den Einsatz mechanischer, chemisch-physikalischer, thermischer und biologisch-chemischer Energie aus dem Verband herausgelöst werden. Unter Berücksichtigung dieser Möglichkeiten, können die Lagerstätteninhalte manuell, konventionell oder mechanisch, also maschinell, gewonnen werden. Die mechanische Energie lässt sich im Bergbau auf unterschiedliche Art und Weise, z. B. schneidend oder schlagend nutzen. Bei Sprengstoffen wird die chemisch-physikalische Energie genutzt. Auch die Lösewirkung von Wasser kann ausgenutzt werden. Dabei wird die Lagerstätte unter Zuhilfenahme von biologisch-chemischer Energie in situ ausgelaugt. In Salzlagerstätten wird das Salz oftmals durch Auslaugen von Lagerstättenteilen herausgelöst. Außerdem ist es möglich, die Wirkung des Feuers zu nutzen, um das Gestein aufzulockern oder zu sprengen. Hierbei wird die thermische Energie des Feuers genutzt. Allerdings wird bei diesem Verfahren, das früher im Erzbergbau zur Gewinnung genutzt wurde und als Feuersetzen bezeichnet wurde, das Gestein nur aufgelockert. Das Hereingewinnen des Minerals erfolgte anschließend manuell mittels Schlägel und Eisen. Die Anteile des herausgelösten Minerals, die nicht genutzt werden können oder bei der Förderung verloren gehen, bezeichnet man als Gewinnungsverluste. Der Umfang, mit dem zur Gewinnung Maschinen eingesetzt werden, bezeichnet man als Grad der Mechanisierung. Die bei der Gewinnung eingesetzten Maschinen nennt der Bergmann Gewinnungsmaschinen. Im modernen Steinkohlenbergbau werden Kohlenhobel und Walzenschrämlader als Gewinnungsmaschinen eingesetzt. Im Salz- und Kalibergbau kommen Umfangfräsen wie der Continuous Miner zum Einsatz. Wie und in welchem Umfang bei der Gewinnung Maschinen eingesetzt werden, hängt zum einen vom Stand der Technik, zum anderen von der Beschaffenheit der Lagerstätte ab. Die Beschaffenheit der Lagerstätte hat einen großen Einfluss auf die Gewinnbarkeit der Mineralien.

## Gewinnungsverfahren
Die mechanische Technik kommt bei den meisten Gewinnungsverfahren zum Einsatz. Bei diesen Gewinnungsverfahren unterscheidet man die schälende, schneidende, die rammende und die hydromechanische Gewinnung. Bei der schneidenden Gewinnung werden die Mineralien durch umlaufende Schneidköpfe oder durch eine Schrämkette aus dem Verbund herausgeschnitten. Beim Strebbau werden verschiedene Schrämmaschinen wie der Walzenschrämlader eingesetzt. Ebenfalls für die schneidende Gewinnung kommen Umfangfräsen wie der Continuous Miner zum Einsatz. Bei der schälenden Gewinnung erfolgt das Herauslösen der Mineralien durch spanabhebende Meißel oder durch Einsatz von Kohlenhobel. Dabei wird der Hobel mit Hilfe von Rückzylindern gegen den Kohlenstoß gedrückt. Dadurch können die Meißel des Hobels in das Kohlenflöz eindringen und die Abbaufront praktisch aufreißen. Beim Hin- und Herfahren schälen die Hobelmeißel bis zu 0,3 Meter breite Streifen vom gesamten Abbaustoß ab. Aufgrund der universellen Einsetzbarkeit und des einfachen Aufbaus des Kohlenhobels war die schälende Gewinnung in der zweiten Hälfte des 20. Jahrhunderts von allen Verfahren am weitesten verbreitet. Bei der rammenden Gewinnung wird ein Rammkörper an der überkippten Abbaufront vorbeigezogen. Dabei werden die Mineralien durch Schlagen und Rammen aus dem Gebirgsverband gelöst. Die rammende Gewinnung wurde in steilen und stark geneigten Lagerstätten eingesetzt. Bei der hydromechanischen Gewinnung werden die Mineralien durch gebündelte Wasserstrahlen mittels Wasserdruck herausgelöst. Bei einigen Gewinnungsmaschinen werden auch Gewinnungsverfahren kombiniert. So wurde ein Kohlenhobel entwickelt, bei dem die schälende Gewinnung mit der hydromechanischen Gewinnung kombiniert wurde.

## Mechanisierungsgrad

### Manuelle Gewinnung

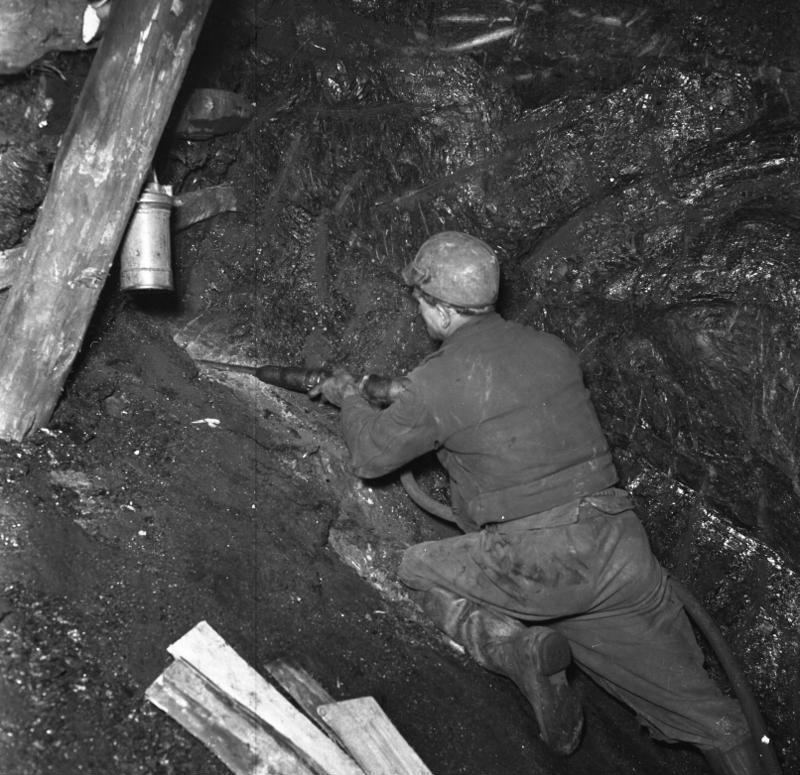
Kohlegewinnung in einem steilstehenden Flöz

Bei der manuellen Gewinnung werden keinerlei Maschinen eingesetzt, zur Gewinnung werden Gezähe wie der Fäustel oder die Keilhaue eingesetzt. Bei dieser Form der Gewinnung werden drei Arbeiten unterschieden: die Keilhauenarbeit, die Hereintreibearbeit und die Wegfüllarbeit. Die Keilhauenarbeit kann nur zur Gewinnung von mildem Gebirge wie Braunkohle, Letten oder Galmeierde verwendet werden. Zur Gewinnung wird das Gestein durch Schrämen mit der Keilhaue durch einen Schlitz im Bereich des Liegenden oder an den Stößen geschwächt und anschließend hereingebrochen. Die Keilhauenarbeit wird auch als Hilfsarbeit beim Schießen zum Abtreiben des abgerissenen aber nicht herausgelösten Gesteins eingesetzt. Je nach Gestein werden hierfür unterschiedliche Keilhauen genutzt. Bei der Gewinnung mittels Hereintreibearbeit kommen als Gezähe Breitkeil, Fäustel oder Fimmel zum Einsatz. Hierbei erfolgt die Gewinnung durch Abkeilen oder Abtreiben. Die Wegfüllarbeit bildet einen Teil jeder Gewinnungsarbeit. Mittels der Wegfüllarbeit werden die hereingewonnenen Mineralienbrocken in die jeweiligen Fördergefäße geladen. Die Wegfüllarbeit kann auch zur Gewinnung von rolligen Massen eingesetzt werden. Zur manuellen Gewinnung können auch Abbauhämmer eingesetzt werden. Die Gewinnung von Hand findet im modernen Bergbau nur noch sehr selten statt.

### Konventionelle Gewinnung
Als konventionelle Gewinnung bezeichnet man die Gewinnung durch Bohr- und Sprengarbeit. Bei dieser Form der Gewinnung werden hydraulische Lafettenbohrgeräte mit Fahrwerken eingesetzt. Mittels der Bohrgeräte werden Löcher in die Abbaufront gebohrt und mit Sprengstoff besetzt. Anschließend wird das Gestein durch Sprengen aus dem Lagerstättenverband gelöst. Die Gewinnung mittels Bohr- und Sprengarbeit wird bei großen Streckenquerschnitten und harten Gebirgsschichten eingesetzt. Zur Unterstützung dieser Form der Gewinnung wurden beim Steinkohlenbergbau oftmals auch Schrämmaschinen eingesetzt. Die Gewinnung durch Bohr- und Sprengarbeit wird heute hauptsächlich bei der Gewinnung von Kali- und Steinsalz eingesetzt.

### Mechanische Gewinnung
Bei der mechanischen Gewinnung erfolgt das Herauslösen der Mineralien durch Maschinen. Dabei unterscheidet man die teilmechanisierte und die vollmechanisierte Gewinnung. Bei der teilmechanisierten Gewinnung werden Teile des Minerals mit einer Maschine aus der Lagerstätte herausgelöst, um den Lagerstättenverbund zu schwächen. Hierbei werden Schrämmaschinen oder Kerb- und Schlitzmaschinen eingesetzt. Die anschließende Gewinnungsarbeit erfolgt dann manuell mittels Abbauhammer oder durch Bohr- und Sprengarbeit. Bei der vollmechanischen Gewinnung erfolgt das komplette Herauslösen der Mineralien durch eine einzelne Gewinnungsmaschine. Gelegentlich werden zur Gewinnung auch Maschinen eingesetzt, die einen gebündelten Wasserstrahl erzeugen. Mit diesen Wasserkanonen werden die Mineralien mit hohem Wasserdruck aus der Lagerstätte gelöst.